# Coppa Sabatini 2024
De 72e editie van de Coppa Sabatini werd verreden op 12 september 2024. De vorige editie van de Italiaanse wielerwedstrijd werd gewonnen door de Zwitser Marc Hirschi. Deze editie was hij wederom één van de favorieten voor de zege. Met nog 36 kilometer zette Hirschi een solo in die hij kon volhouden tot aan de eindstreep in Peccioli. Zodoende won de Zwitser net als in 2023 deze eendagswedstrijd. Hierdoor won hij in korte tijd vier wedstrijden achter elkaar, enkele dagen eerder won hij, eveneens op Italiaanse bodem, de GP Industria & Artigianato-Larciano.
De wedstrijd was onderdeel van de UCI ProSeries.

## Uitslag
| Plaats  | Naam              | Ploeg                      | tijd     |
| ------- | ----------------- | -------------------------- | -------- |
| Winnaar | Marc Hirschi      | UAE Team Emirates          | 4u53'00" |
| 2       | Gregor Mühlberger | Movistar Team              | + 28"    |
| 3       | Anders Foldager   | Team Jayco AlUla           | z.t.     |
| 4       | Kristian Sbaragli | Team Corratec-Vini Fantini | z.t.     |
| 5       | Axel Huens        | TDT-Unibet Cycling Team    | + 33"    |
| 6       | Georg Steinhauser | EF Education-EasyPost      | + 58"    |
| 7       | Michael Storer    | Tudor Pro Cycling Team     | + 1'05"  |
| 8       | Orluis Aular      | Caja Rural-Seguros RGA     | z.t.     |
| 9       | Vincenzo Albanese | Arkéa-B&B Hotels           | + 1'12"  |
| 10      | Alexander Hajek   | Red Bull-BORA-hansgrohe    | z.t.     |
|         |                   |                            |          |
| 20      | Jelle Johannink   | TDT-Unibet Cycling Team    | + 1'49"  |
| 23      | Jenthe Biermans   | Arkéa-B&B Hotels           | + 1'55"  |

Ronde van Valencia ·
Figueira Champions Classic ·
Ronde van Oman ·
Clásica de Almería ·
Ronde van de Algarve ·
Ruta del Sol ·
Ardèche Classic ·
Drôme Classic ·
Kuurne-Brussel-Kuurne ·
Trofeo Laigueglia ·
Nokere Koerse ·
Milaan-Turijn ·
GP Denain ·
Bredene Koksijde Classic ·
Grote Prijs Miguel Indurain ·
Scheldeprijs ·
Brabantse Pijl ·
Ronde van de Alpen ·
Ronde van Turkije ·
Grote Prijs van Plumelec ·
Tro Bro Léon ·
Ronde van Hongarije ·
Vierdaagse van Duinkerke ·
Boucles de la Mayenne ·
Ronde van Noorwegen ·
Circuit Franco-Belge ·
Brussels Cycling Classic ·
Dwars door het Hageland ·
Ronde van België ·
Ronde van Slovenië ·
Ronde van het Qinghaimeer ·
Ronde van Wallonië ·
Arctic Race of Norway ·
Ronde van Burgos ·
Ronde van Denemarken ·
Ronde van Duitsland ·
Maryland Cycling Classic ·
Ronde van Groot-Brittannië ·
Grote Prijs van Fourmies ·
GP Industria & Artigianato-Larciano ·
Coppa Sabatini ·
Grote Prijs van Wallonië ·
Ronde van Luxemburg ·
Super 8 Classic ·
Ronde van Langkawi ·
Ronde van het Münsterland ·
Ronde van Emilia ·
Parijs-Tours ·
Coppa Bernocchi ·
Ronde van de Drie Valleien ·
Ronde van Piemonte ·
Ronde van het Taihu-meer ·
Ronde van Veneto ·
Japan Cup ·
Veneto Classic